# 當妙斯道
當妙斯道是加拿大安大略省多倫多的一條南北向道路，穿過東約克及北約克。道路始於奧干拿徑靠近當河谷園林公路的坡道，止於萬錦市約翰街。在士刁士路以北，該道路的正式名稱為約克區12號區道。
從南到北，道路經過搭德摩登村（Todmorden Village）、菲林明頓公園、當妙斯、記利頓大堂、亨利農場、柏威森林及當河谷村等社區。
在雪柏路與芬治路之間，當妙斯道分成兩條單向彎曲大道，稱為當妙斯道東（Don Mills Road East）及當妙斯道西（Don Mills Road West）。由於其在地圖上的形狀，該部分被稱為「花生」。兩條大道圍繞着學校、社區中心及花生廣場（Peanut Plaza）。

## 運輸
沿當妙斯道行駛的多倫多公車局（TTC）巴士線有25號當妙斯線、100號菲林明頓線、303號當妙斯深宵線及403號南當妙斯線。
自2002年11月以來，位於錦繡商場地下的地鐵當妙斯站一直充當地鐵雪柏線與其他眾多巴士線的連接點。

## 地標
- 安省科學館（英语：Ontario Science Centre）
- 錦繡商場（英语：Fairview Mall）
- 當妙斯書院（英语：Don Mills Collegiate Institute）

## 外部連結
- Google Maps of Don Mills Road